# Кичун, Виктор Иванович
Виктор Иванович Кичун (укр. Віктор Іванович Кичун; род. 19 июня 1968, село Великая Березна, Хмельницкая область, Украинская ССР, СССР) — украинский учёный-правовед, кандидат юридических наук (2001), доцент кафедры конституционного права Украины Национального юридического университета имени Ярослава Мудрого (2001—2021). Судья Конституционного Суда Украины (с 24 февраля 2021).

## Биография
Виктор Кичун родился 19 июня 1968 года в селе Великая Березна Полонского района Хмельницкой области Украинской ССР. В 1987 году окончил Винницкий политехнический техникум по специальности «теплотехническое оборудование промышленных предприятий». Затем два года служил в Вооружённых силах СССР.
После демобилизации поступил в Украинскую государственную юридическую академию, которую окончил в 1994 году. Остался учиться в этом вузе в аспирантуре, а окончив её в 1997 году, начал работать на кафедре конституционного права Украины (к тому моменту УГЮА переименовали в Национальную юридическую академию Украины имени Ярослава Мудрого). Работал на этой кафедре до 2021 года сначала на должности ассистента, а с 2003 года — доцента. С 1998 года совмещал работу в вузе с адвокатской деятельностью.
20 декабря 2001 года в Национальной юридической академии Украины имени Ярослава Мудрого защитил диссертацию на соискание учёной степени кандидата юридических наук на тему «Конституционно-правовые основы взаимоотношений высших органов власти Украины и Автономной Республики Крым» (укр. Конституційно-правові основи взаємовідносин вищих органів влади України та Автономної Республіки Крим) по специальности 12.00.02 — конституционное право (научный руководитель — доктор юридических наук, профессор Ю. Н. Тодыка, официальные оппоненты — доктора юридических наук, профессора В. Ф. Погорелко и А. З. Георгица). Ему было присвоено учёное звание доцента.
До 2015 года совмещал научно-преподавательскую работу с работой в банке «Банк Кредит Дніпро». Также он был зарегистрирован как физическое лицо-предприниматель.

### Судья Конституционного суда Украины
В конце 2019 года судья Конституционного Суда Украины Николай Мельник подал в отставку, а спустя полгода депутатская фракция Верховной Рады Украины «Слуга народа» предложила на освободившуюся должность назначить Кичуна. Однако с первой попытки это сделать не удалось.
Перед повторным голосованием, которое состоялось 18 февраля 2021 года, Кичун обращаясь к парламенту сказал, что будет его поддерживать в «сдерживании Конституционного суда» и назвал Конституционный Суд Украины «чрезмерной судебной надинституцией, которая сегодня фактически доминирует в государстве». После этого депутаты Верховной Рады Украины большинством в 241 голос (в том числе 205 голосов от фракции «Слуга народа») одобрили назначение Кичуна судьёй Конституционного Суда Украины. В тот же день председатель парламента Дмитрий Разумков подписал Постановление № 1250-IX, согласно которому Кичун был назначен на должность судьи Конституционного Суда Украины, а спустя шесть дней он был приведён к присяге.Вскоре после своего назначения Кичун заявил, о том, что «необоснованно высокая» зарплата у судей Конституционного Суда Украины (около 300 000 гривен в месяц) вызывает «ненависть» общества к судьям.